# Adam Negrusz
Adam Negrusz (ur. 1921, zm. 1994) – polski inżynier mechanik. Absolwent Politechniki Śląskiej. Od 1971 r. profesor na Wydziale Mechaniczno-Energetycznym Politechniki Wrocławskiej. Został pochowany na Cmentarzu Świętej Rodziny we Wrocławiu.

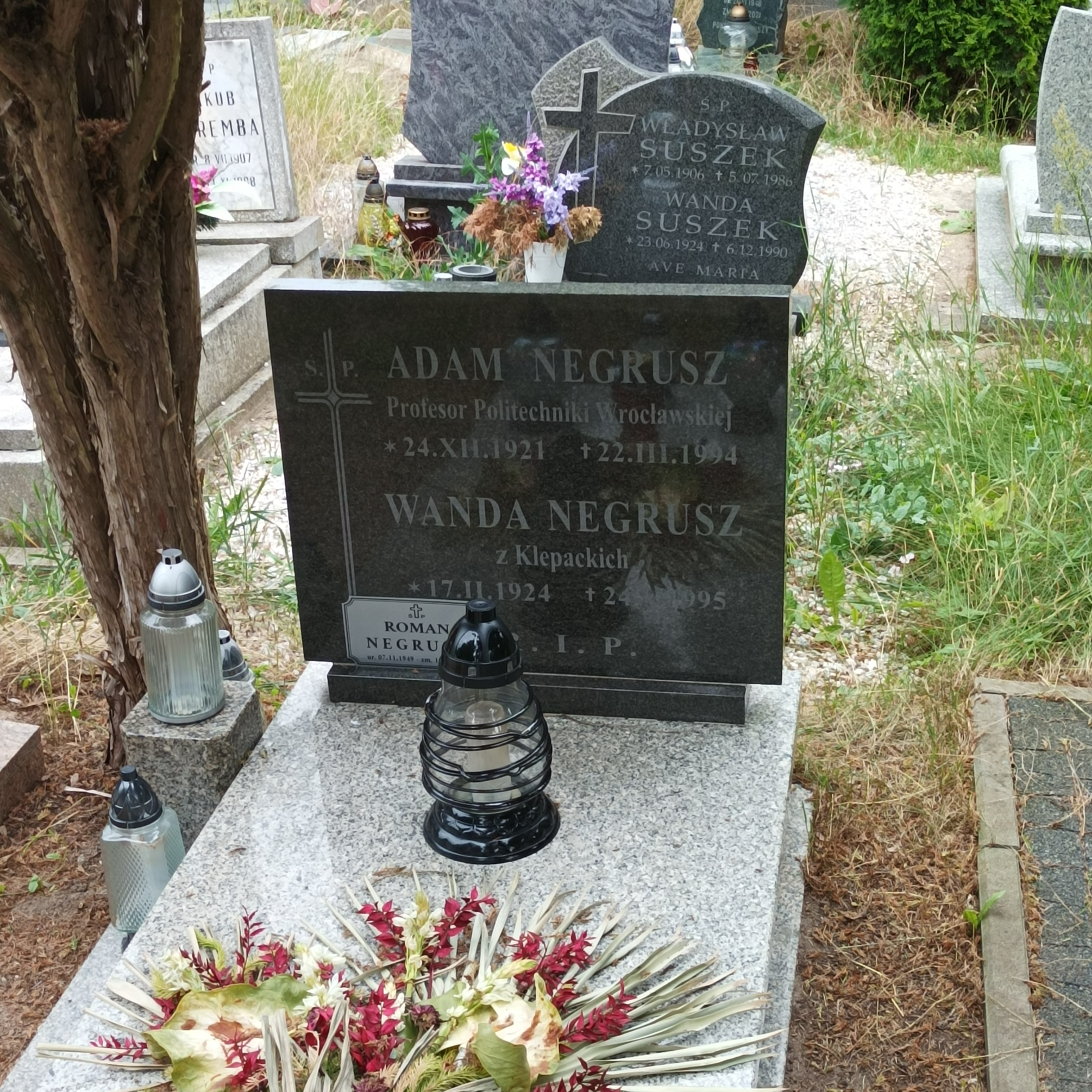
Grób prof. Adama Negrusza na Cmentarzu Świętej Rodziny we Wrocławiu